# Dordschpalamyn Narmandach
Dordschpalamyn Narmandach (mongolisch Доржпаламын Нармандах; * 18. Dezember 1975 in Darchan) ist ein ehemaliger mongolischer Judoka.
Der 1,62 m große Dordschpalamyn Narmandach gewann bei den Asienmeisterschaften 1993 eine Bronzemedaille im Ultraleichtgewicht, der Gewichtsklasse bis 60 Kilogramm. Bei den Olympischen Spielen 1996 in Atlanta besiegte er den Puerto Ricaner Melvin Méndez durch Ippon. Im Achtelfinale bezwang er den Briten Nigel Donohue mit einer Koka-Wertung und im Viertelfinale schlug er den Usbeken Alisher Muxtarov nach 1:12 Minuten. Nach 1:54 Minuten beendete der Japaner Tadahiro Nomura das Halbfinale. Im Kampf um eine Bronzemedaille siegte Narmandach gegen den Weißrussen Nazik Bahirau nach 2:40 Minuten. Dreieinhalb Monate nach den Olympischen Spielen siegte Narmandach im Finale der Asienmeisterschaften in Ho-Chi-Minh-Stadt gegen den Südkoreaner Park Young-kyun.
Nachdem Narmandach bei den Judo-Weltmeisterschaften 1995 und 1997 frühzeitig ausgeschieden war, besiegte er im Achtelfinale der Weltmeisterschaften 1999 in Birmingham den Deutschen Oliver Gussenberg. Nach seiner Viertelfinalniederlage gegen den Japaner Kazuhiko Tokuno erreichte der Mongole durch zwei Siege in der Hoffnungsrunde den Kampf um eine Bronzemedaille, unterlag aber dem Georgier Nestor Chergiani. Ein Jahr später unterlag Narmandach bei den Olympischen Spielen in Sydney im Achtelfinale dem Südkoreaner Jung Bu-kyung und schied in der Hoffnungsrunde gegen Nestor Chergiani aus. Bei den Asienmeisterschaften gewann Narmandach 2000 und 2001 jeweils Bronze.